# Jeremy Delmotte
Jeremy Delmotte (ca. 1998) is een Belgisch aerobics-atleet.

## Levensloop
Delmotte is afkomstig uit Vilvoorde en actief bij RheAxion in Melsbroek.
In 2014 werd hij in de Tsjechische hoofdstad wereldkampioen bij de junioren. Tevens behaalde hij er samen met Kathia D'Hossche zilver in het onderdeel 'gemengde paren' bij de senioren. Eerder behaalde ook reeds een Belgische en Europese titel bij de junioren. 
Samen met Amandine Buelens behaalde hij goud op de wereldkampioenschappen van 2016 in het Oostenrijkse Wenen in de discipline 'gemengde paren'. In 2017 in het Nederlandse Leiden verlengde het duo hun wereldtitel. In het individuele concours behaalde Delmotte op het WK van 2017 brons en werd hij in 2019 wereldkampioen.